# Pferdeantilope
Die Pferdeantilope (Hippotragus equinus) ist eine Antilope aus der Gruppe der Pferdeböcke und eine der größten afrikanischen Antilopenarten. Sie kommt vom Senegal und Guinea-Bissau bis in den Westen von Äthiopien vor, außerdem in Tansania, Sambia, Angola, im Nordosten von Namibia, im Norden von Botswana, im Nordosten von Südafrika und Eswatini vor.

## Merkmale
Die Pferdeantilope gehört zu den größeren afrikanischen Antilopen und kann eine Kopfrumpflänge von 200 bis 220 cm, eine Schulterhöhe von 125 bis 145 cm und ein Gewicht von 215 bis 280 kg (Weibchen) bzw. 235 bis 300 kg erreichen. Das Fell kann fast weißlich sein, mittelbraun oder dunkelbraun. Das Gesicht ist zum größten Teil schwarz, Schnauze und Nase sind weiß. Die Ohren sind groß und nach hinten gebogen. Hals und Widerrist tragen eine Mähne aus aufrecht stehenden Haaren, eine weitere erstreckt sich von der Kehle bis zur Brust. Der schwarze, 60 bis 75 cm lange Schwanz endet in einer Quaste. Beide Geschlechter tragen Hörner. Diese sind etwas länger als der Kopf und deutlich nach hinten gebogen. Jungtiere, die jünger als vier Monate alt sind, haben ein rötliches Fell. Die Zahnformel lautet: {\displaystyle {\frac {0.0.3.3}{3.1.3.3}}}.

## Lebensraum und Lebensweise

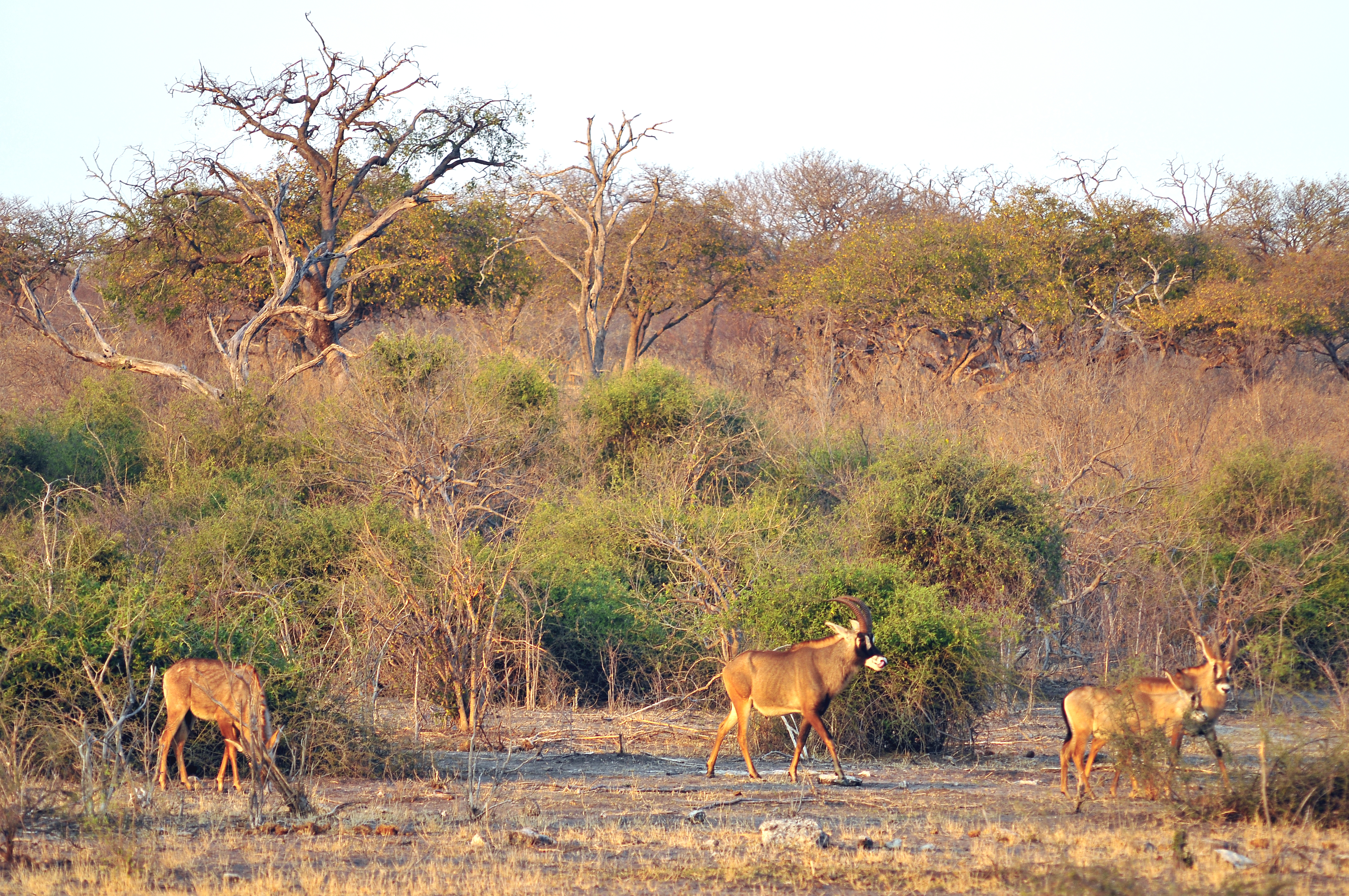
Pferdeantilopen im verbuschten Chobe-Nationalpark

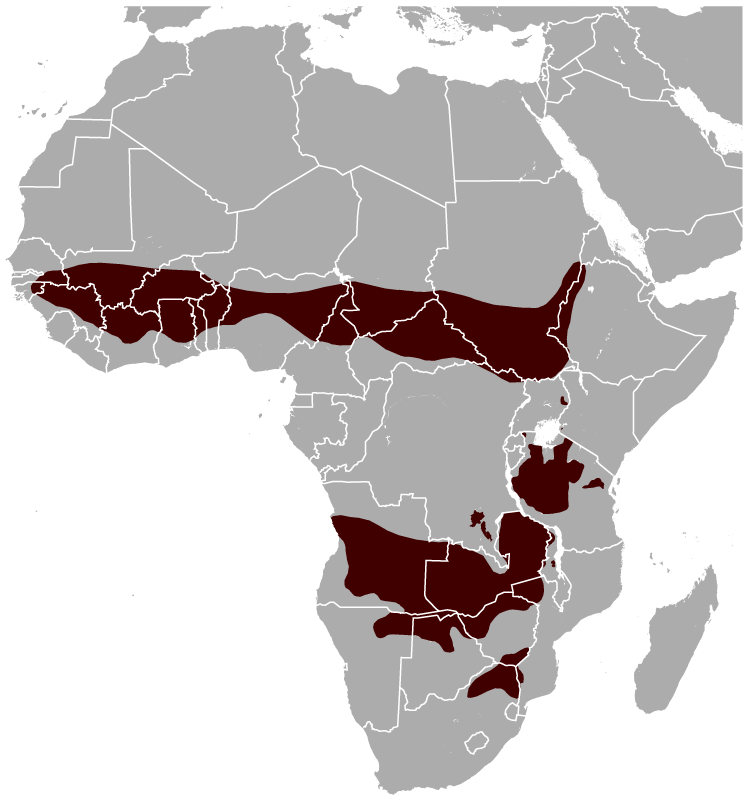
Das Verbreitungsgebiet der Pferdeantilope

Pferdeantilopen kommen in Savannen, vor allem in Feuchtsavannen mit vielen Bäumen und hohen Gräsern vor. Die Tiere sind jedoch flexibel und kommen auch in einigen semiariden Gebieten vor, halten sich dort aber fast immer in der Nähe von Wasserstellen auf. Im südafrikanischen Nylsvley Nature Reserve bevorzugen sie das offenen Grasland aber im Madrid Game Reserve, ebenfalls in Südafrika gelegen, halten sie sich mehr als andere Huftiere in Regionen mit einem dichteren Blätterdach auf. Weibchen, Jungtiere und halbwüchsige Männchen leben in kleinen, in der Regel etwas verstreut stehenden Trupps von 6 bis 20 Exemplaren. Hin und wieder schließen sie sich zu größeren Herden mit über 100 Tieren zusammen. Das von den kleinen Trupps bewohnte Territorium ist 40 bis 120 km² groß und dort halten sich auch ein oder mehrere Männchen auf, die die Grenzen des Territoriums mit Dung markieren oder indem sie Sträucher und niedrige Bäume mit ihren Hörnern beschädigen. Im Unterschied zur Rappenantilope scharren sie nicht im Boden, bevor sie den Kot absetzen. Die Territorien werden von den Männchen etwa 300 bis 500 Meter vor der eigentlichen Grenze gegenüber rivalisierenden Männchen verteidigt, wobei sie die Hörner einsetzen und sich dabei oft auf die „Knie“ (Vorderfußwurzelgelenk, Karpalgelenk) der Vorderläufe niederlassen. Die kleinen Herden werden bei Wanderungen von einem dominanten Weibchen geführt, dem auch ausgewachsene Männchen folgen können. Größere Jungtiere und Halbwüchsige trennen sich hin und wieder für einigen Stunden oder Tage von den Weibchen.

## Ernährung
Pferdeantilopen ernähren sich vor allem von Gräsern. Analysen des Zahnschmelzes zeigen, dass diese im südlichen Afrika etwa 90 % und in Ostafrika fast 100 % ihrer Nahrung stellen. Im westafrikanischen Burkina Faso fraßen sie dagegen während der heißen Regenzeit auch Leguminosen und die Blätter von Sträuchern. Nach Bränden in der Savanne bevorzugen die Tiere das frisch gewachsene Grün. In der Regel fressen sie nur die höheren Grasabschnitte und beißen sie etwa 80 mm über dem Boden ab, frische Gräser werden dagegen bis zu einer Höhe von 20 mm abgeweidet. Um an Wasserpflanzen zu kommen, gehen Pferdeantilopen auch in relativ tiefes Wasser. Sie beginnen etwa um 10 Uhr mit der Nahrungsaufnahme, ruhen in der Hitze der Mittagszeit und haben eine zweite Periode der Nahrungsaufnahme vom späten Nachmittag bis zum Abend, oft auch bis in die Nacht hinein.

## Fortpflanzung

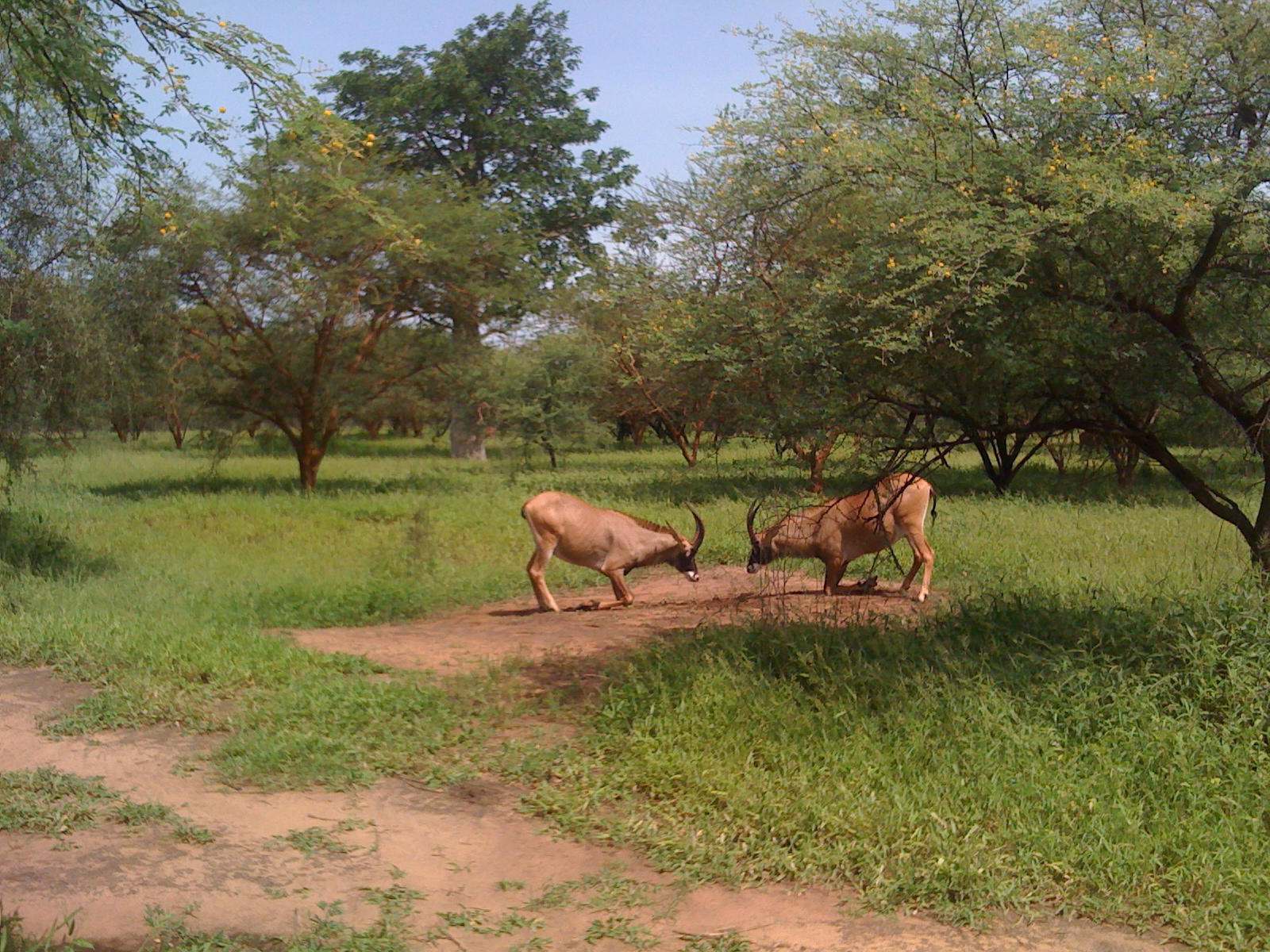
Kämpfende Männchen im Senegal

Pferdeantilopen vermehren sich das ganze Jahr über. Der Östrus dauert nur ein bis zwei Tage an und die Männchen wittern den Urin der Weibchen, um zu wissen, wann sie empfängnisbereit sind. Während des Östrus paaren sich die Weibchen häufig. Sie fordern die Männchen durch ein unterwürfiges Verhalten zur Paarung auf, die Tiere umkreisen sich zweimal und das Männchen folgt anschließend dem Weibchen und berührt dabei mit einem Vorderlauf ein Hinterbein des Weibchens. Die Trächtigkeitsdauer liegt bei 276 bis 287 Tagen. Einige Tage vor der Geburt verlässt das trächtige Weibchen die Herde und bleibt danach für einen Zeitraum von fünf Tagen beim Neugeborenen. Danach kehrt sie zur Herde zurück und sucht das Kleine nur noch in den Morgenstunden und manchmal auch in der Nacht zum Säugen auf. Ansonsten halten das Muttertier und das Jungtier über leise Rufe Kontakt zueinander. Die Jungtiere werden etwa ein halbes Jahr lang gesäugt. Einen Monat nach der Geburt erfolgt der nächste Eisprung und zwischen zwei Geburten vergehen etwa zehn Monate. Weibliche Pferdeantilopen werden mit einem Alter von zwei Jahren geschlechtsreif.

## Systematik und Taxonomie
Die Pferdeantilope wurde im Jahr 1803 durch den französischen Zoologen Étienne Geoffroy Saint-Hilaire unter der Bezeichnung Antilope equina erstmals wissenschaftlich beschrieben. Heute bildet sie zusammen mit der Rappenantilope (Hippotragus niger), der Ostafrikanischen Rappenantilope (H. roosevelti) und dem ausgestorbenen Blaubock (H. leucophaeus) die Gattung der Rossantilopen (Hippotragus), die wiederum zusammen mit der Mendesantilope (Addax nasomaculatus) und den Oryxantilopen (Oryx) die Tribus der Pferdeböcke (Hippotragini) bildet. Innerhalb der Rossantilopen steht die Pferdeantilope den verschiedenen Rappenantilopen und dem Blaubock als Schwestergruppe gegenüber. Bis zu sechs Unterarten werden unterschieden, diese Unterteilung ist jedoch umstritten.
Jonathan Kingdon unterscheidet in einem 1997 erschienenen Naturführer zwei Hauptpopulationen, eine im Norden und eine im Südosten des Verbreitungsgebietes, die er in insgesamt fünf provisorische Unterarten unterteilt. Das System wurde im Jahr 2013 im Standardwerk Mammals of Africa auf sechs Unterarten mit drei Verbreitungsschwerpunkten erweitert:
- Westliche Gruppe:

- H. e. koba; Senegal bis Nigeria

- Zentrale Gruppe:

- H. e. scharicus; Nigeria, Kamerun, Tschad, Zentralafrikanische Republik
- H. e. bakeri; Tschad bis Äthiopien

- Südliche Gruppe:

- H. e. equinus; südliches Afrika
- H. e. langheldi; östliches Afrika
- H. e. cottoni; zentrales Afrika

Die Unterarten wurden 1972 von William Frank Harding Ansell erstmals unterschieden. Sie sind aber allgemein nicht anerkannt. So gibt es auch bestimmte Überschneidungen, da beispielsweise H. e. scharicus kaum von H. e. koba abtrennbar ist, lediglich eine deutlichere Rotfärbung bei ersterer ist erkennbar. Genetischen Untersuchungen zufolge zeigt die Pferdeantilope über ihr Verbreitungsgebiet hinweg mit rund 1,9 % Abweichungen nur wenige Variationen. Allerdings zeichneten sich die westafrikanischen Populationen deutlicher heraus, was eventuell für die Eigenständigkeit von H. e. koba als Unterart spricht. Zu einem ähnlichen Ergebnis kommt eine genetische Studie aus dem Jahr 2021, durchgeführt an über 130 Individuen verteilt auf das gesamte Verbreitungsgebiet. Sie verzeichnet für die Pferdeantilope insgesamt fünf differenzierbare Gruppen, die sich auf die nordwestlichen, nordöstlichen, zentralöstlichen und südlichen Bereiche des Vorkommen verteilen, wobei eine weitere Gruppe in Malawi abtrennbar ist. Diese fünf genetisch definierbaren Gruppen stimmen nicht zwangsläufig mit den postulierten Unterarten überein. Ihre Trennung voneinander begann im Mittelpleistozän vor rund 591.000 Jahren und schritt bis in das mittlere Jungpleistozän von Nord nach Süd voran. Einher geht dies mit einer höheren genetischen Diversität der nördlichen Gruppen gegenüber den südlicheren. Dadurch ist ein Ursprung der Art im nordwestlichen Afrika annehmbar. Die Herausbildung der einzelnen Gruppen wurde wohl durch geographische Barrieren begünstigt, zu denen unter anderem der Regenwaldgürtel oder das Große Afrikanische Riftsystem gehören. Eventuelle Kontakte der einzelnen Gruppen beschränkten sich wohl auf klimatisch günstigere Abschnitte.
Colin Groves und Peter Grubb verzichteten im Jahr 2011 in ihrer Revision der Systematik der Huftiere darauf, für die Pferdeantilope Unterarten zu benennen. Sie zählen aber die wissenschaftlichen Bezeichnungen und die dazu gehörenden Terra typicas auf, die zur Verfügung stehen, sollte die Pferdeantilope in Unterarten unterteilt werden. Im Handbook of the Mammals of the World (2011) wird die Art als monotypisch angesehen.

## Gefährdung

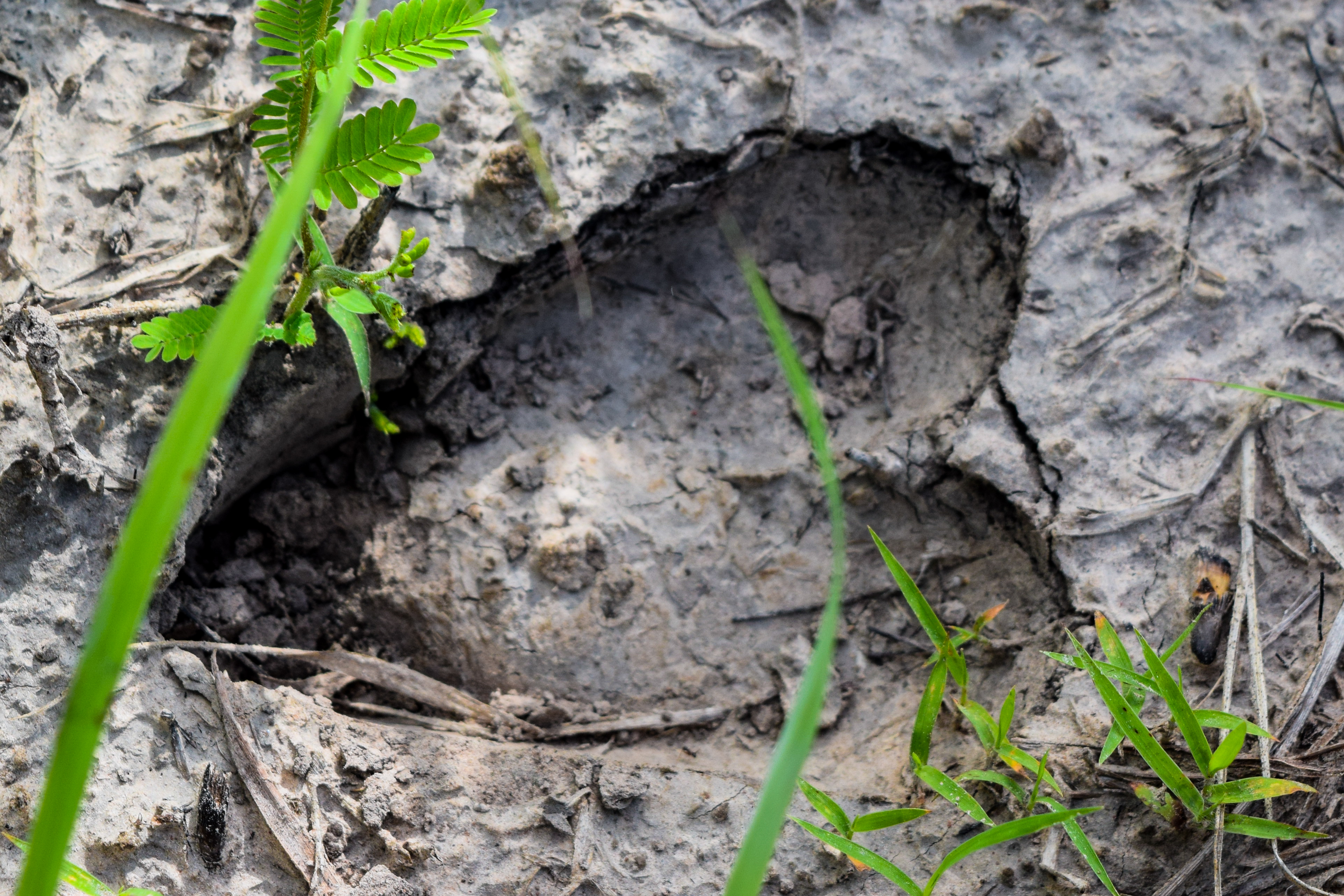
Trittsiegel einer Pferdeantilope (Aufnahme aus dem Nationalpark Pendjari)

Die IUCN schätzt die Pferdeantilope als ungefährdet ein. Insgesamt schätzt man, dass es in ganz Afrika noch 76.000 Exemplare gibt, davon leben 60 % in Schutzgebieten. Die meisten Pferdeantilopen leben in Burkina Faso (über 7300), in Kamerun (über 6000), in Sambia (über 5000) und in Tansania (über 4300). In Südafrika gibt es weniger als 500 Exemplare. In einigen Schutzgebieten, in denen sie schon ausgestorben war, ist die Pferdeantilope wieder angesiedelt worden.